# Roxtec
Roxtec är ett företag som utvecklar, tillverkar och säljer rör- och kabelgenomföringar för användning i branscher som telekom, tillverkningsindustri, byggnation och varvsindustri samt produktion och distribution av kraft, olja och gas.
Roxtecs rör- och kabelgenomföringar är säkerhetsprodukter som skyddar människor och utrustning mot till exempel vatten, eld, gas, sand, smuts, vibrationer, elektromagnetisk störning och skadedjur. Roxtec grundades i Sverige 1990 i och med uppfinningen av Multidiameter, en teknisk lösning som bygger på att varje tätningsmodul i genomföringen har tunna lager som går att skala av för anpassning till olika dimensioner på kablar och rör. Uppfinningen ligger till grund för ett patenterat modulbaserat tätningssystem. 2012 har Roxtec en global verksamhet med 21 dotterbolag.